# Fernando Cruz Solís

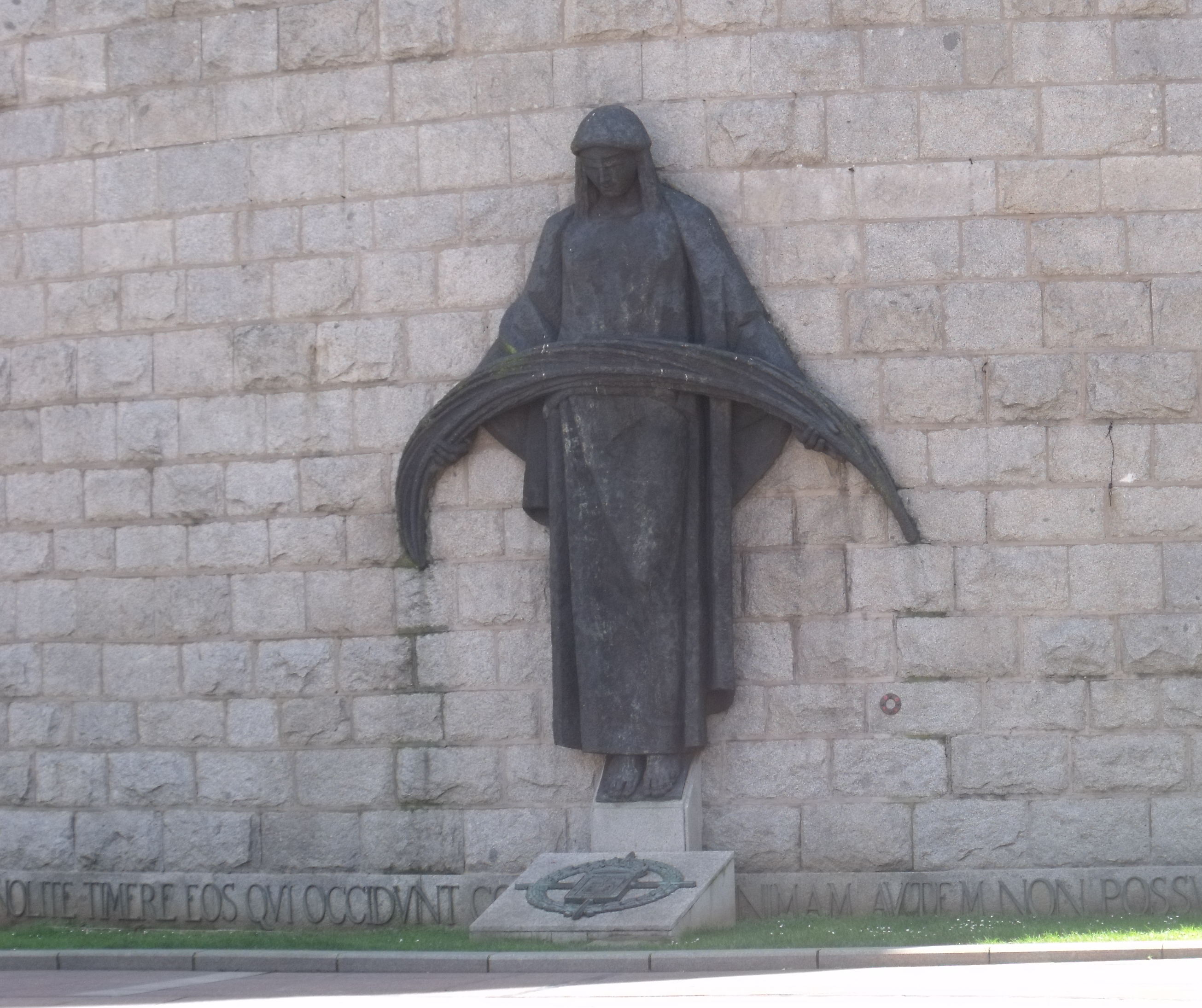
Monumento a los Defensores Caídos, obra de Fernando Cruz Solís en Oviedo.

Fernando Cruz Solís (Sevilla, 1923 - Manzanares el Real, 2003), fue un escultor figurativo español.

## Biografía
Fue discípulo del escultor José Capuz y tras su formación llegó a desempeñar el cargo de catedrático de la Escuela de Bellas Artes de Madrid.
Su obra es extensa y entre ella se puede destacar: su colaboración en la ampliación y finalización de la escultura sedente de Felipe II (en bronce y de tres metros de altura), situada en la arquería del Escorial, en el exterior del Monasterio, las monumentales puertas de bronce de la basílica del Valle de los Caídos, cuatro grupos escultóricos del monumento al Sagrado Corazón del Cerro de los Ángeles, la estatua de Santa Teresa del Monasterio de la Encarnación de Ávila y, como escultura de la imaginería de la Semana Santa, el Cristo Yacente de Guadalajara.
También ha llevado a cabo esculturas que han pasado a formar parte de museos al aire libre (escultura urbana) de muchas ciudades, como la conocida como Monumento a los Defensores Caídos, ubicada en la  plaza de La Gesta de Oviedo, inaugurada el 17 de octubre de 1964 la que se quiere rememorar a los defensores de la ciudad en la guerra civil española de 1936, se remató con la iglesia de San Francisco de Asís, diseñada por el arquitecto Luis Prieto Bances, a la  fachada de la cual se colocó este monumento.